# 1242 Zambesia
1242 Zambesia este un asteroid din centura principală, descoperit pe 28 aprilie 1932 de Cyril Jackson.